# Эон (сын Ликимния)
Эон (Ойон, др.-греч. Οἰωνός) — персонаж древнегреческой мифологии. Сын Ликимния. Друг Геракла. На Олимпийских играх, устроенных Гераклом, победил в беге. Убит сыновьями спартанского царя Гиппокоонта. Пришёл в Спарту с Гераклом. Когда он ходил по городу и оказался около дома Гиппокоонта, на него напала сторожевая собака, Эон бросил в неё камень и убил. Тогда сыновья Гиппокоонта выбежали из дому и палками забили его до смерти. Погребальный памятник Эону в Спарте находился около святилища Геракла.